# Euchaetogyne roederi
Euchaetogyne roederi là một loài ruồi trong họ Tachinidae.